# 洪卜仁
洪卜仁（1928年6月16日—2019年5月20日），祖籍福建惠安，生于福建厦门，中国方志学者、报人、教师、收藏家与厦门文史专家，民盟成员，曾任厦门市政协文史资料委员会副主任、厦门市方志办副主任、厦门市社科联副主席、厦门大学人文学院兼职教授、福建省文史研究馆馆员等职，因其在厦门地方史的研究而被誉为“厦门活字典”。

## 早年生平
1928年6月16日，洪卜仁出生于福建厦门。1935年，7岁的洪卜仁进入渔民小学就读。1937年厦门沦陷后，他随家人搬到鼓浪屿公共租界，转入养元小学就读。1940年球，小学毕业的他升入同文中学就读，但由于太平洋战争爆发，日军进驻鼓浪屿，洪卜仁只得在1942年转至厦门市立第一中学就读。1943年，他进入在英华学校读高一，但他的父亲因生意关系积劳成疾，洪卜仁只得在1944年停学。1947年5月，刚成年的洪卜仁成为海外新闻社的记者。1949年初，他在新办的《厦门日报》晚刊担任记者、编辑。
在报社工作期间，洪卜仁与李世杰、雷石榆等人交往甚密，被李世杰评为“鬼才”。由于不满中华民国国民政府的腐朽统治，洪卜仁常在《星光日报》、《江声报》等报刊发表抨击的杂文。受吴忠翰、杨梦周、许虹等文化界的共产党员朋友影响，洪卜仁开始亲近中国共产党。1949年8月，他前往闽中游击队南安游击区，在许霏领导的编印组工作。
1949年9月，洪卜仁涉足教育界，担任惠安香山完全小学的校长。1950年后，他开始经营文具店，并在1952年3月担任厦门五联文教用品有限公司的副经理。1954年后，他开始在厦门四中、厦门二中、厦门女子中学代课，向中学生教授历史、语文。后来，洪卜仁成为厦门六中的正式教师。
成为老师后，洪卜仁仍为各大报刊撰稿：1954年，为辩驳台湾地位未定论，他连续撰写《台湾自古是中国领土笺证》等文章，寄由《新报 (印尼)》等报刊发表。此后，他又与缅甸《人民报》的驻厦记者林麟趾合写《林梦飞访问记》，于《人民报》与印尼《大公商报》发表。1955年-1956年，洪卜仁在《光明日报》等报刊陆续发表了有关郑成功攻台之役、菲律宾华侨爱国运动的文章。
1957年初，福建师范学院历史系下达调令，拟聘洪卜仁讲授“中国历史要籍介绍及选读”课程。然而，在同年发起的反右运动中，他被划为“反党、反社会主义的右派”，其在《厦门日报》副刊《海燕》连载的《厦门史话》亦被禁发。拨乱反正运动后，洪卜仁于1979年摘掉了20多年的“右派”的帽子。

## 晚年生平
1983年2月，洪卜仁担任厦门市地方志办公室副主任、编审，直至退休。任职期间，他还在福建省艺校厦门分校、同文旅校、厦门电大兼课。1993年1月，他担任鹭江职业大学、厦门大学人文学院的兼职教授，兼任福建省地方志学会副秘书长、福建省社会科学界联合会理事、厦门市社会科学界联合会副主席、中国人民政治协商会议厦门市委员会文史资料委员会副主任。2006年10月，洪卜仁受聘为福建省文史研究馆馆员。此后，他亦担任厦门市政协特邀研究员、厦门市非物质文化遗产保护中心专家组成员、厦门市地方志办公室高级顾问、厦门大学出版社特约编审。
1992年7月，洪卜仁赴日本参与国际会议的时候，发现了日本二战史档案中有关胡文虎与东条英机谈话内容的记录。回国后，他立即与厦大历史系教授孔永松写了两篇考证文章，发表在《抗日战争史研究》与《厦门大学学报》上，澄清了“胡文虎勾结东条英机”的观点。1993年12月13日，他在中国第二历史档案馆查阅档案资料时，又从一份案卷中查到连横亲自向北洋政府内务部递送，请求复籍改名的呈文。公布这一档案的复印件后，洪卜仁接受过记者张红、方友德的专访，并在《港台信息报》发表。1994年11月14日，《人民日报海外版》亦发表由新华社记者蔡国烟采写的电讯稿，中央通訊社以及30多家海外华文报纸均转载了这一信息。
由于他长期在政协从事文史工作，在1995年与2009年，全国政协办公厅、全国政协文史和学习委先后两次向洪卜仁颁予荣誉证书。此外，洪卜仁亦长期为各大报纸供稿，仅《厦门日报》就收录过他的269篇文章，提及次数更是高达993次。
2004年11月25日，“洪卜仁工作室”设立，该工作室的职能包括组织地方文献研究、开发地方文献、地方史咨询等，洪卜仁每周固定两天在这里办公。截止洪卜仁病逝，他带领厦门市图书馆的文献研究人员编撰、整理并出版了《厦门文献丛刊》《厦门市图书馆馆藏旧报刊丛书》等25部地方史主题书籍。同时，洪卜仁还负责主编厦门市政协的《厦门文史丛书》、福建省委统战部的《闽商发展史(厦门卷)》，并担任过鼓浪屿世界文化遗产《鼓浪春秋》系列丛书的特约编审，先后编撰过50多种地方史文献。洪卜仁工作室还向各组织、学者、单位提供了300多项有关地名溯源、民俗考据、文史研究、寻根问祖、族谱调查等主题的课题研究，年均现场咨询时长及人次为416小时、5000多人次。
早在2009年，洪卜仁便做过肠道癌切除手术，术后不到一个月继续工作。此后，他虽患有眼疾、几近失明，但他仍旧坚持拿着高倍放大镜阅读、审校、剪报，并于2013年开办、主持“厦门文史沙龙”，致力于厦门地方史知识的普及工作，聚集人数超过2000人次。2019年4月5日，时值清明节，洪卜仁因感冒引起肺炎，呼吸困难，被送往厦门市中医院治疗。洪卜仁身患前列腺癌、高血压与糖尿病，还得过慢性阻塞性肺病，因而他在住院期间病情加重，一度转入重症监护室，通过有创呼吸机进行呼吸支持，同时施行抗感染治疗。即便进入重症监护室，洪卜仁仍在清醒时关心自己未完成的文史工作。2019年5月20日上午9时15分，洪卜仁因肺部感染加重而逝世，享年90岁（一说91岁）。